# Plomb du Larzac
Le plomb du Larzac est une tablette de défixion gravée d'une inscription gauloise à caractère magique, découverte en août 1983 dans une tombe à incinération de la nécropole de La Vayssière à L'Hospitalet-du-Larzac, Aveyron. L'inscription est gravée en cursive latine sur les deux faces d'une plaquette de plomb en deux fragments et peut être datée des environs de l'an 100 ap. J.-C. C'est l'un des plus longs textes en langue gauloise qui nous soit parvenu. Le plomb du Larzac est conservé au musée de Millau.

## L'inscription
Le texte conservé de l'inscription, qui n'est pas complète, comporte plus de 1000 signes et 160 mots.
L'inscription du plomb du Larzac est due à deux scripteurs différents, appelés par convention par les éditeurs M et N. Il est certain que N est intervenu après M, car il a effacé en partie le texte antérieur. Le texte de M est disposé sur les faces a et b du premier fragment, ainsi que sur la face a et les sept dernières lignes de la face b du second fragment ; il est mutilé à la fin de nombreuses lignes et il lui manque les six premières lignes de 2b effacées par N ; il se répartit entre les quatre faces selon un ordre de lecture qui n'est pas évident, d'autant qu'on ne sait pas si la plaque de plomb a été brisée avant ou après sa gravure. Le texte de N est disposé sur les six premières lignes de la face b du second fragment ; ce texte est d'un seul tenant et pratiquement intact[réf. nécessaire].
Le scripteur M est plus habile ; l'écriture lui est familière ; « ce pourrait être l'œuvre d'un professionnel ». Au contraire, N est lent et laborieux ; bien qu'il soit intervenu après M, il a des caractéristiques plus archaïques dans le dessin de certaines lettres et avec l'emploi du d barré pour noter l'affriquée /ts/, alors que M n'utilise que la notation dss. Michel Lejeune fait l'hypothèse que M a travaillé d'après un brouillon (sur cire ?) de l'auteur du texte, tandis que N a écrit directement.

## Interprétation
Malgré les difficultés de lecture de certaines lettres et de compréhension du texte, il est clair qu'il s'agit d'un document de caractère magique élaboré dans un monde de femmes, plus précisément de sorcières, qui paraissent organisées en confrérie[réf. nécessaire].
Léon Fleuriot insiste sur les différences de contexte entre l'inscription du Larzac et celle de Chamalières, malgré le fait qu'elles sont toutes deux des inscriptions magiques sur plomb : à Chamalières, l'inscription a été trouvée dans une source guérisseuse et bénéfique, elle invoque Maponos, un dieu guérisseur ; la tablette, de facture soignée, ne porte aucune marque violente. Le plomb du Larzac a été trouvé dans une tombe et il paraît avoir subi des traitements violents (fracture et percement). L'inscription de Chamalières a une finalité protectrice et apparaît comme une sorte de prière, tandis que celle du Larzac a clairement un caractère maléfique. La magie maléfique des sorcières est attestée par ailleurs dans le monde celtique, notamment en Irlande. Des confréries de femmes à pouvoirs magiques sont mentionnées en Gaule par des auteurs anciens : chez les Ossismes, il y avait un collège de neuf prêtresses qui étaient capables de déclencher la tempête et de se changer en animaux ; des femmes dites Samnitae, installées dans une île de l'estuaire de la Loire, étaient possédées par Dionysos.

## Apport linguistique
Le plomb du Larzac a amélioré la connaissance du gaulois sur plusieurs points. Du fait qu'il mentionne principalement ou exclusivement des femmes, il a apporté des connaissances complémentaires sur la première déclinaison  (thèmes en -a). Il fait connaître le nom gaulois de la « fille », duχtir, hérité de l'indo-européen et perdu en celtique insulaire. Il fait apparaître plusieurs phénomènes d'évolution phonétique.